# Nagia monastica
Nagia monastica är en fjärilsart som beskrevs av George Francis Hampson 1926. Nagia monastica ingår i släktet Nagia och familjen nattflyn. Inga underarter finns listade i Catalogue of Life.